# Орден уметности и књижевности
Орден уметности и књижевности (фр. Ordre des Arts et des Lettres) је орден француске који је 2. маја 1957. године установио министар културе. Његов додатни статус националног ордена за заслуге потврдио је председник Шарл де Гол 1963. године. Сврха му је признање значајног доприноса уметности, књижевности или доприношењу тим областима. Његово порекло се приписује Ордену Светог Михаила (основаном 1. августа 1469. године), како су признали извори француске владе.  
- медаљон команданта
- медаљон официра
- медаљон витеза

## Позадина
Да би били узети у обзир за награду, смернице француске владе прописују да грађани Француске морају имати најмање тридесет година, да поштују француски грађански закон и да "значајно допринесу обогаћивању француског културног наслеђа".
Међутим, чланство није ограничено на француске држављане; међу примаоцима су бројни странци. Страни примаоци се примају у Орден "без услова старости".
Орден има три степена:
- Commandeur (Командер) - медаљон који се носи као огрлица; до 20 прималаца годишње
- Officier (Официр) - медаљон који се носи на траци са розетом на левој страни; до 60 прималаца годишње
- Chevalier (Витез) - медаљон који се носи на врпци на левој страни; до 200 прималаца годишње

## Носиоци Ордена
- Реј Бредбери са значком команданта, 2009.
- Партха Пратим Мајумдер је проглашен за витеза због свог талента за мимику, 2011.
- Сумитра Чатерџи одликован је за његов допринос индијској кинематографији, 1999.
- Доналд Сатерланд са командантовом значком

Према статутима, француски грађани морају да чекају најмање пет година пре него што стекну право да буду унапређени из витеза у официра, или официра у команданта, и морају остварити додатна заслужна дела поред оних која су их првобитно учинила витезом. Међутим, у статутима постоји клаузула која гласи "Les Officiers et les Commandeurs de la Légion d'honneur peuvent être directement promus à un grade équivalent dans l'Ordre des Arts et des Lettres". (У преводу: "Официри и команданти Легије части могу бити унапређени директно у еквивалентан ред у Ордену уметности и књижевности".) Ово значи да када би неко постао службеник Легије части, онда би следеће године могли бити директно постављени за официра Ордена уметности и књижевности и заобићи номинацију за витеза и петогодишње правило.